# Висарион Чудотворац
Преподобни Висарион је хришћански светитељ. Рођен је и васпитан у Мисиру. Рано се одао духовном животу. За њега се причало да "не укаља духовну одежду у коју се обуче крштењем светим". Посетио је светог Герасима на Јордану, и слушао је светог Исидора Пелусиота. Много и често је постио, али се трудио да свој подвиг крије од људи. У хришћанској традицији помиње се да је једанпут је четрдесет дана стајао на молитви не једући ништа и не спавајући. Једну одећу носио је и лети и зими. Хришћани верују да је имао велики дар чудотворства, исцељивао болесне и чинио многа друга чуда. Сталног места пребивања није имао, него се до дубоке старости селио. Преминуо је 466. године.
Српска православна црква слави га 6. јуна по црквеном, а 19. јуна по грегоријанском календару.